# Dora Bratschkowa
Dora Bratschkowa (auch: Dora Bratchkova geschrieben, bulgarisch Дора Бръчкова; * 19. August 1957 in Widin) ist eine bulgarische Violinistin, erste Konzertmeisterin der Deutschen Radio Philharmonie Saarbrücken Kaiserslautern, Professorin an der Musikhochschule Mannheim und Primaria des Rasumowsky Quartetts.

## Leben
Nach einer Ausbildung bei Bojan Letschew gewann sie Preise beim Bachwettbewerb in Leipzig, am Curci-Wettbewerb in Neapel und am Tschaikowski-Wettbewerb in Moskau.
In Konzertreisen durch Europa und Japan trat sie als Solistin und Kammermusikerin auf. Dabei arbeitete sie u. a. mit den Dirigenten Stanislaw Skrowaczewski, Marcello Viotti, Emmanuel Krivine und ihrem Sohn Boian Videnoff zusammen.
Bratschkowa wirkte als Dozentin an der Musikhochschule in Sofia, Primaria des staatlichen bulgarischen Sliven-Quartetts und erste Konzertmeisterin des Rundfunk Sinfonieorchesters Saarbrücken. Im Jahre 2003 wurde sie auf die Violinprofessur an der Hochschule für Musik und Darstellende Kunst Mannheim berufen. Sie ist Jurorin bei  internationalen Wettbewerben und hält  Violin- und Kammermusik-Meisterkurse. Ausgehend von den Traditionen der russischen Streicherschule fühlt sie sich als Interpretin und Pädagogin gleichermaßen der historischen Aufführungspraxis sowie der zeitgenössischen Musik verbunden.
Ihre CDs mit Werken von Albert Dietrich, Gade, Kuhlau, Paganini, Rolla, Sinding, Stahmer und Strawinski sind bei den Labels cpo, Dynamik und Koch International zu finden. Eine Gesamteinspielung aller fünfzehn Streichquartette von Dmitri Schostakowitsch wurde anlässlich seines 100. Geburtstags beim Label Oehms Classics im Sommer 2006 aufgenommen. 